# هذا الثلاثاء في تكساس
ذيس تيوزداي إن تكسس بالإنجليزية (This Tuesday in Texas) أحد عروض المصارعة الحرة wwe وتم عرضة في 3 ديسمبر 1991 .

## المبارات
| الترتيب | المبارة                                                              | الشروط                                               | الزمن      |
| ------- | -------------------------------------------------------------------- | ---------------------------------------------------- | ---------- |
| 1       | الإخوان هاريس (دون هاريس ورون هاريس) هزم براين دوناهو وبريان كوستيلو | مباراة تاغ تيم                                       | غير معروف  |
| 2       | مثال                                                                 | مباراة فردية                                         | غير معروف  |
| 3       | مثال                                                                 | مباراة فردية                                         | غير معروف  |
| 4       | مثال                                                                 | مباراة فردية                                         | غير معروف  |
| 5       | مثال                                                                 | مباراة فردية                                         | غير معروف  |
| 6       | مثال                                                                 | مباراة تاغ تيم                                       | غير معروف  |
| 7       | مثال                                                                 | العلامة فريق مباراة للعلامة WWF العالم للفرق بطولة   | غير معروف  |
| 8       | مثال                                                                 | العلامة مباراة فريق لWWF العالم العلامه فريق الابطال | غير معروف  |
| 9       | مثال                                                                 | مباراة فردية                                         | غير معروف  |
| 10      | مثال                                                                 | مثال                                                 | مغير معروف |
| 11      | مثال                                                                 | مباراة فردية                                         | غير معروف  |
| 12      | مثال                                                                 | مباراة فردية                                         | غير معروف  |
| 13      | مثال                                                                 | مباراة تاغ تيم                                       | غير معروف  |
| 14      | مثال                                                                 | مباراة الفردي لبطولة WWF                             | غير معروف  |

## روابط خارجية
- ذيس تيوزداي إن تكسس على موقع IMDb (الإنجليزية)
- ذيس تيوزداي إن تكسس على موقع قاعدة بيانات الفيلم (الإنجليزية)
- ذيس تيوزداي إن تكسس على موقع كينوبويسك (الروسية)